# Parlamentswahl in Lettland 2010
- SC: 29
- ZZS: 22
- V: 33
- PLL: 8
- NA: 8

Die Parlamentswahl in Lettland 2010 fand am 2. Oktober 2010 statt. Es war die Wahl zur 10. Saeima der Republik Lettland.

## Wahlsystem
Es wurden 100 Sitze im lettischen Parlament neu bestimmt. Die Legislaturperiode betrug vier Jahre. Es galt eine Fünf-Prozent-Sperrklausel. Gewählt wurde nach dem Verhältniswahlrecht.
Wahlberechtigt waren alle lettischen Bürger mit vollendetem 18. Lebensjahr. Um wählen zu können, mussten die Wahlberechtigten im nationalen Wählerverzeichnis eingetragen sein.
Die Wahllokale waren von 7 Uhr morgens bis 20 Uhr abends geöffnet.

## Wahlergebnis

Gewählte Abgeordnete und Mehrheiten nach Regionen sowie Städten und Bezirken

Von 13 Listen zogen 5 in die Saeima ein. Die anderen scheiterten an der 5 %-Hürde.
| Partei | Partei                                                           | Stimmen   | Stimmen | Stimmen | Sitze  | Sitze |
| Partei | Partei                                                           | Anzahl    | %       | +/−     | Anzahl | +/−   |
| --- | ---------------------------------------------------------------- | --------- | ------- | ------- | ------ | ----- |
| | Einigkeit (V)(1)                                                 | 301.429   | 31,2    | +14,8   | 33     | +15   |
| | Zentrum der Harmonie (SC)(2)                                     | 251.400   | 26,0    | +11,6   | 29     | +12   |
| | Bündnis der Grünen und Bauern (ZZS)(3)                           | 190.025   | 19,7    | +3,0    | 22     | +4    |
| | Nationale Allianz VL-TB/LNNK (NA)                                | 74.029    | 7,7     | +0,8    | 8      | ±0    |
| | Für ein Gutes Lettland (PLL)(4)                                  | 73.881    | 7,7     | −11,9   | 8      | −15   |
| | Für Menschenrechte im vereinten Lettland (PCTVL)                 | 13.847    | 1,4     | −4,6    | 0      | −6    |
| | Made in Latvia                                                   | 9.380     | 1,0     | Neu     | 0      | Neu   |
| | Letzte Partei (PP)                                               | 8.458     | 0,9     | Neu     | 0      | Neu   |
| | Für eine präsidiale Republik (PPR)                               | 7,102     | 0,7     | Neu     | 0      | Neu   |
| | Verantwortung – Sozialdemokratische Allianz politischer Parteien | 6.139     | 0,6     | −2,9    | 0      | ±0    |
| | Volkskontrolle (TK)                                              | 4.002     | 0,4     | Neu     | 0      | Neu   |
| | Christlich-demokratische Union (KDS)                             | 3.488     | 0,4     | —       | 0      | —     |
| | Daugava – für Lettland                                           | 1.661     | 0,2     | Neu     | 0      | Neu   |
| Gesamt | Gesamt                                                           | 944.841   | 100,0   |         | 100    |       |
| Gültige Stimmen | Gültige Stimmen                                                  | 944.841   | 97,7    | −1,5    |        |       |
| Ungültige Stimmen | Ungültige Stimmen                                                | 22.321    | 2,3     | +1,5    |        |       |
| Wahlbeteiligung | Wahlbeteiligung                                                  | 967.162   | 63,1    | +2,1    |        |       |
| Nichtwähler | Nichtwähler                                                      | 565.157   | 36,9    | −2,1    |        |       |
| Wahlberechtigte | Wahlberechtigte                                                  | 1.532.319 |         |         |        |       |
| (1) Wahlbündnis aus PS, JL und SCP (2) Wahlbündnis aus SDPS, LSP und DPP (3) Parteienbündnis aus LZS und LZP (4) Wahlbündnis aus TP und LPP-LC |                                                                  |           |         |         |        |       |
| Quelle: Zentrale Wahlkommission |                                                                  |           |         |         |        |       |